# Victoria (Illinois)
Victoria es una villa ubicada en el condado de Knox en el estado estadounidense de Illinois. En el Censo de 2010 tenía una población de 316 habitantes y una densidad poblacional de 184,58 personas por km².

## Geografía
Victoria se encuentra ubicada en las coordenadas 41°2′00″N 90°5′43″O / 41.03333, -90.09528. Según la Oficina del Censo de los Estados Unidos, Victoria tiene una superficie total de 1.71 km², de los cuales 1.71 km² corresponden a tierra firme y (0 %) 0 km² son  agua.

## Demografía
Según el censo de 2010, había 316 personas residiendo en Victoria. La densidad de población era de 184,58 hab./km². De los 316 habitantes, Victoria estaba compuesto por el 99.05 % blancos, el 0.32 % eran afroamericanos, el 0 % eran amerindios, el 0 % eran asiáticos, el 0 % eran isleños del Pacífico, el 0.32 % eran de otras razas y el 0.32 % pertenecían a dos o más razas. Del total de la población el 0.95 % eran hispanos o latinos de cualquier raza.